# Bulboaca (rejon Anenii Noi)
Bulboaca – wieś w Mołdawii, w rejonie Anenii Noi.

## Położenie i opis
Wieś leży w rejonie Anenii Noi, w odległości 46 km od Kiszyniowa i 8 km od stolicy rejonu, Anenii Noi.
Pierwsza wzmianka o miejscowości pochodzi z 1741 r. Od 1901 r. Bulboaca jest ośrodkiem winiarstwa.
W miejscowości w 1871 r. wzniesiono stację kolejową na nowo otwartej trasie z Kiszyniowa do Tyraspola.

## Demografia
W 2004 r. we wsi żyło 5095 osób, z czego zdecydowana większość, 4437, wskazało narodowość mołdawską. Ponadto 297 osób podało narodowość rosyjską, 199 osób – ukraińską, 83 – rumuńską, 29 – bułgarską, 12 – gagauską, zaś pojedyncze osoby zadeklarowały narodowość romską, polską, żydowską. 26 respondentów wybrało odpowiedź "inna" lub nie określili się narodowościowo.